# Jah Mason

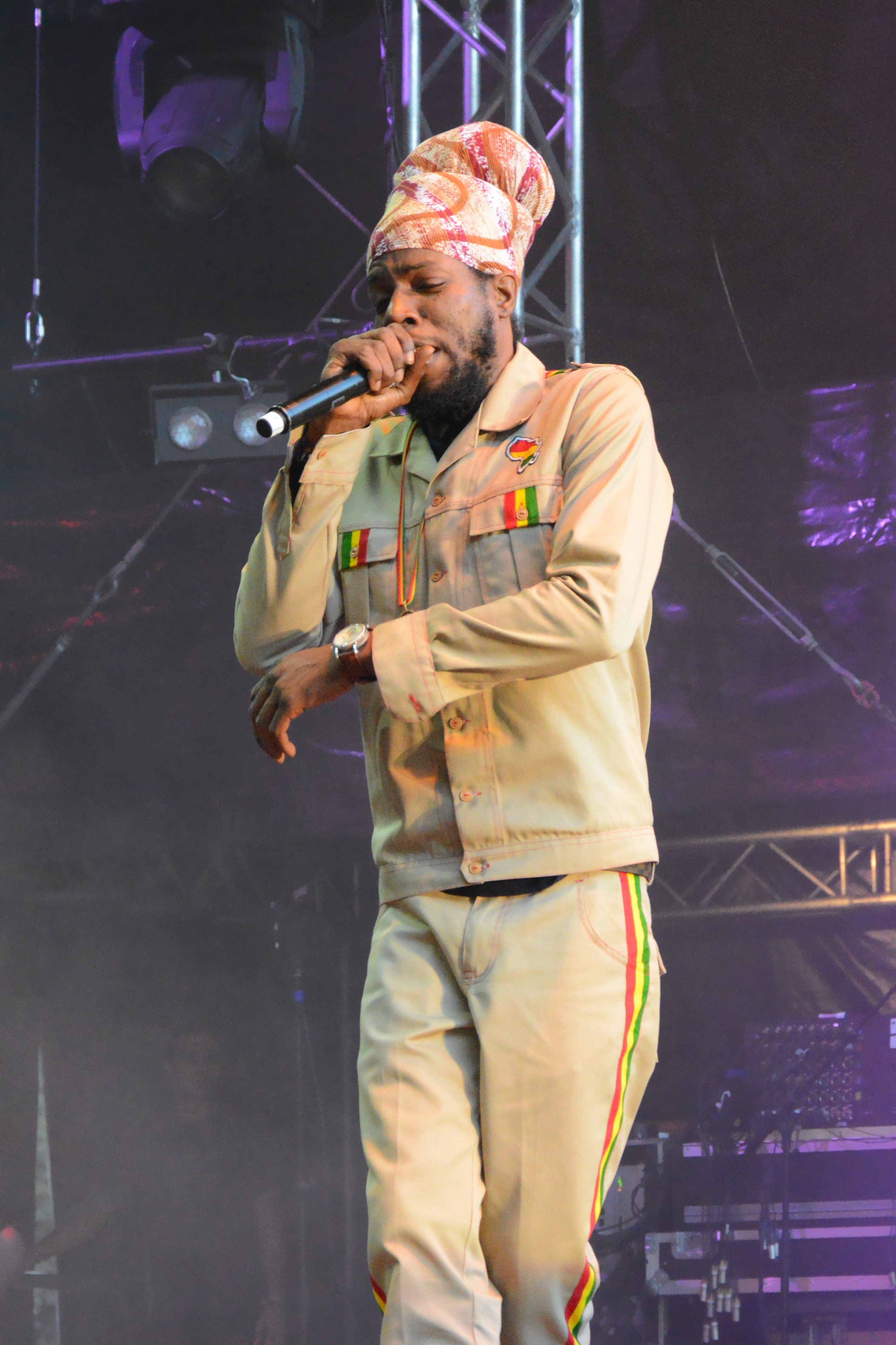
Jah Mason beim Ruhr Reggae Summer 2013

Jah Mason (eigentlich Andre Johnson, * 29. Dezember 1970 in Manchester Parish, Jamaika) ist ein jamaikanischer Reggae-Deejay.
Seine erste Studioaufnahme machte er 1991, noch unter dem Namen „Perry Mason“, mit dem Produzenten Junior Reid.
Zu seinen bekanntesten Liedern zählen Princess Gone, Mi chalwa (auf dem Roots-Tonic Riddim) sowie Surprise Dem. Sein erstes Album, Working so hard spielte er zusammen mit Jah Cure ein. Er steuert auch regelmäßig Songs zu diversen Riddims bei und tritt oft auf größeren Reggae-Festivals in der ganzen Welt auf.

## Diskographie
- Keep Your Joy (2002)
- Most Royal (2002)
- Working So Hard (2002)
- Most Royal (2004)
- Never Give Up (2004)
- Unlimited (2004)
- Rise (2005)
- Jah Mason Live (2006)
- Princess Gone…The Saga Bed (2006)
- Wheat & Tears (2006)
- Life Is Just A Journey (2007)
- Unlimited (2007)
- No Matter The Time (2008)
- Continental Universal (2010)
- Keep Ya Head Up (2010)
- Surprise Dem (2010)
- My Princess Gone (2011)
- The Journey (2011)
- So Long (2012)
- Speedy (2012)
- Free Up The Knowledge (2012)[3]
- Love & Wisdom (2015)